# گربه‌ماهی جویبار
گربه‌ماهی جویبار (نام علمی: Akysidae) نام یک تیره از راسته گربه‌ماهی‌سانان است.